# Ротонда Святого Георгия
Ротонда Святого Георгия (болг. Свети Георги) — раннехристианская церковь в городе София (Болгария). Является самой старой церковью города, была построена в IV веке на территории античной Сердики в центре «Константинова квартала» — резиденции императора Константина Великого.
Церковь построена в форме ротонды и изначально использовалась как баптистерий. Здание выполнено из кирпича, имеет узкие высокие окна и шесть полукруглых пристроек. Высота купола 13,7 м.
С конца X до середины XII века в церкви хранились мощи Иоанна Рыльского. В XVI веке, после завоевания Болгарии турками, церковь была обращена в мечеть и оставалась ею до 1878 года. При реставрации церкви в XX веке в ней были обнаружены три слоя фресок, закрашенных в период турецкого владычества, самые ранние из которых относятся к X веку. В настоящее время церковь является музеем, но несмотря на это Болгарская православная церковь проводит в ней регулярные богослужения.
- Внутренний вид церкви
- План ротонды Святого Георгия